# Клисурска седловина
Клисурската седловина (или Дервента) е планинска седловина (проход) в Западна България, между планините Рила на юг и Верила на север в Община Самоков, Софийска област и Община Сапарева баня, област Кюстендил.
Проходът е с дължина от 10,8 km, а надморската височина на седловината е 1025 m. Той свързва най-източната част на Горното Дупнишко поле на запад с югозападната част на Самоковската котловина на изток. Започва на около 1 km северно от село Сапарево, на 697 m н.в., насочва се на изток и след 6,2 km в центъра на село Клисура достига седловината на 1025 m н.в. От там пътят продължава на изток-североизток и след 4,5 km, на разклона за село Белчин навлиза в югозападната част на Самоковската котловина и завършва на 934 m н.в.
През прохода и седловината преминава участък от 10,8 km от второкласния Републикански път II-62 (от km 56,8 до km 67,6) Кюстендил – Дупница – Самоков. Поради важното си транспортно и стратегическо значение пътят се поддържа целогодишно за преминаване на МПС.

## Топографска карта
- Лист от карта K-34-59. Мащаб: 1 : 100 000.
- Лист от карта K-34-71. Мащаб: 1 : 100 000.